# 4060-as busz
A 4060-as jelzésű autóbuszvonal Kazincbarcika, (Sajókaza –) Dédestapolcsány és Mályinka között húzódik, amelyet a MÁV Személyszállítási Zrt. üzemeltet.

## Útvonala
A Borsod-Abaúj-Zemplén megyei Kazincbarcika autóbusz-állomásáról indul. Útját az Egressy Béni úton kezdi el, majd az Építők útján a városi kórház irányába tart. Onnan az Alsóvárosi körúton közlekedik tovább Alsóváros részébe, míg nem a Tesco áruház felé, Felsőbarcika térségében elhagyja a várost.
Vonalvezetése a 26-os főúton tart. Ennek keretében párhuzamosan hajt a Miskolc–Bánréve–Ózd-vasútvonallal a bánrévei szlovák határátkelő irányába, néhol dimbes-dombos, néhol sík területen. Az Északmagyarországi Regionális Vízművek fő telepe és a szocializmusból megmaradt Tsz telep (Harnócpuszta) mellett is elhalad, így ér Sajóivánkára. A község kettő területre oszlik, melynek egyik része a főúton található (térképen Sajóivánka vm., Állomás utca néven), másik része innen délre, egy dombon terül el, utóbbit jóval kevesebb járat érinti. Hétvégi napokon Sajókaza települést több alkalommal is útjára fűzi (olykor csak a központjáig tér ki Sólyomtelep helyett), ez a Kazincbarcika – Sajókaza között közlekedő 4066-os buszok ekkori kihasználtatlansága végett történik a hét utolsó napjain.
Később a szintén Sajó folyó parti Vadnát szeli át, melynek bányai eredetű tava (Vadna Park területén) közelében elhagyja a 26-os főutat Eger irányába. Aztán a Bán-patak folyásán, az Upponyi-hegység övezésében kettő szomszédos települést keresztez, Nagybarcát és Bánhorvátit. Mindkettő kiváló környezeti adottságokkal, a földművelésre és a gyümölcstermesztésre alkalmas földekkel rendelkezik, turisztikailag nevezetesek. Bánhorváti az idők folyamán többször is felező végállomás volt leginkább hétköznapokon, de 2025-ben már nem végződik járat a településen. Később a Lázbérci Tájvédelmi Körzet legfőbb értékéhez, a Lázbérci-víztározóhoz munkanapokon kitérés többször is történik, ezeknek jelentősége legtöbbször már nincs, eredetileg az itt dolgozók szállítása történt ide. A hegy túloldalán a környék egyik nagyobb faluja található, Dédestapolcsány, melynek saját benzinkútja, jó tömegközlekedése és nagyszámú népessége van, valamint több kijárat is vezet innen szerte a vidékre. Innen elérhető Bánhorváti, Nekézseny, Szilvásvárad, Mályinka és Tardona is, a 4060-as buszok a Nekézseny és a víztározó felé vezető falurészbe többször kitérnek (Tó utcai buszforduló), észak-déli irányban teljesen átívelik Dédestapolcsányt. Több jármű itt éjszakázik, elszórva a Tó utcai fordulóban, az italbolt megállóban, a mályinkai elágazásban is, utóbbi szolgál a buszjáratok többszöri végállomásának.
Kazincbarcika és Tardona mindössze 12 kilométerre fekszik egymástól. Kapcsolatát a 4052-es buszok és hétköznaponta egyszer a 4154-es buszok adják. Ezen felül alig párszor egy elégséges meredekségű dombot 4060-as járatok (egy járatpár Dédestapolcsányról, valamint Kazincbarcikára is) kísérelnek meg, ezt a 4154-es járatok is megteszik csak Tardona felől. Legvégül a Bükk lábánál elhelyezkedő, vendégházakban gazdag Mályinkára érkezik, aminek legvégső pontjában fejezi be útját. Tovább vezet az út a Bükk szívén át Bánkútra, Szentlélekre, Lillafüredre, ezáltal Miskolcra is, de a busz már nem.
Ellentétes irányban a kazincbarcikai drasztikus helyijárat-csökkentés végett egy járat útját meghosszabbították Herbolya városrészéig. A Tardona-völgy szénbányászathoz köthető külvárosi részeibe a Kertváros északi peremén érkezik el. Ezalatt a város ezen felében található családi házas övezetébe nyúlik bele, a belváros zajaitól mentes területekre.

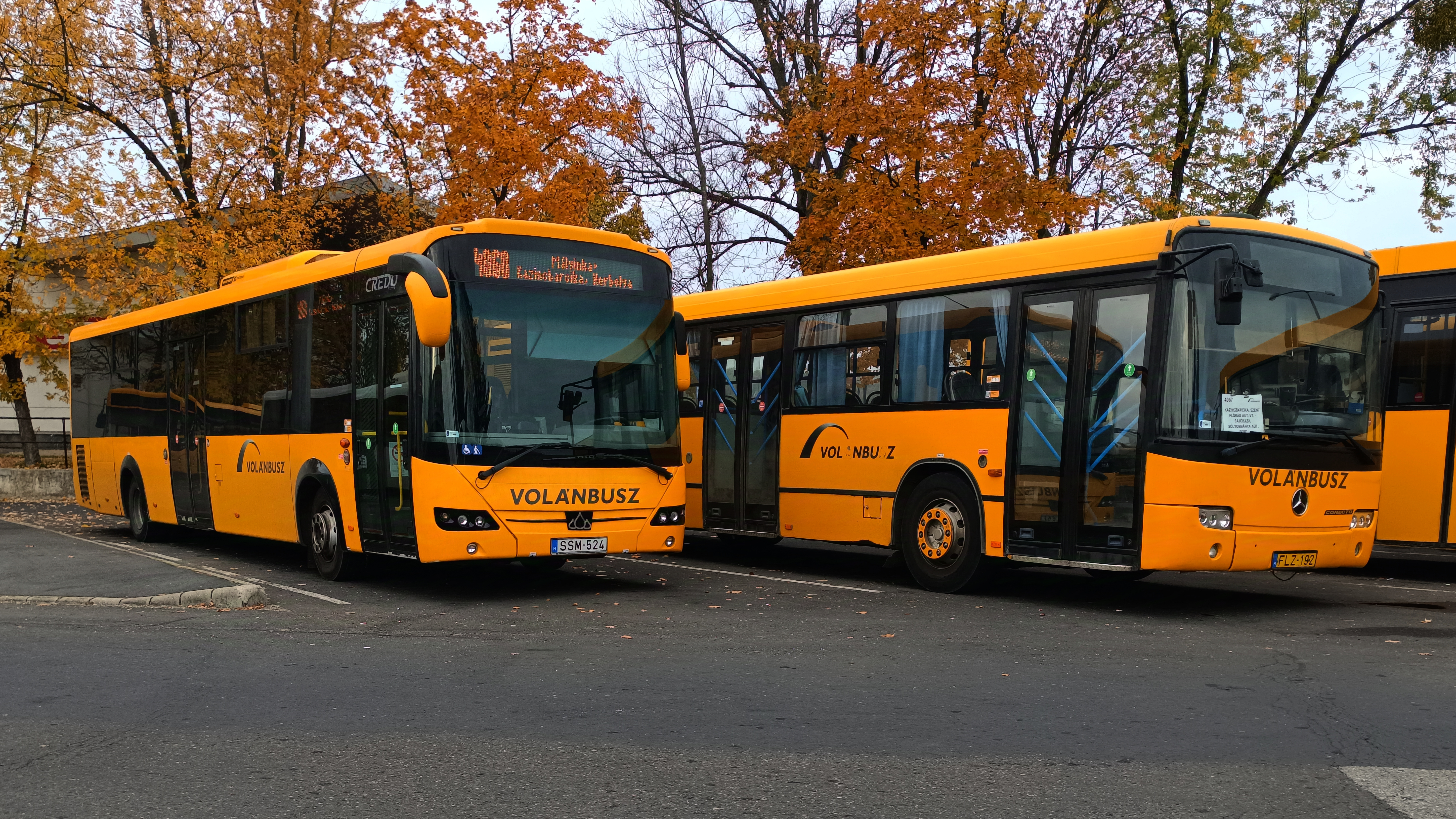
A Herbolyáig közlekedő járat együttállása a Mercedesszel

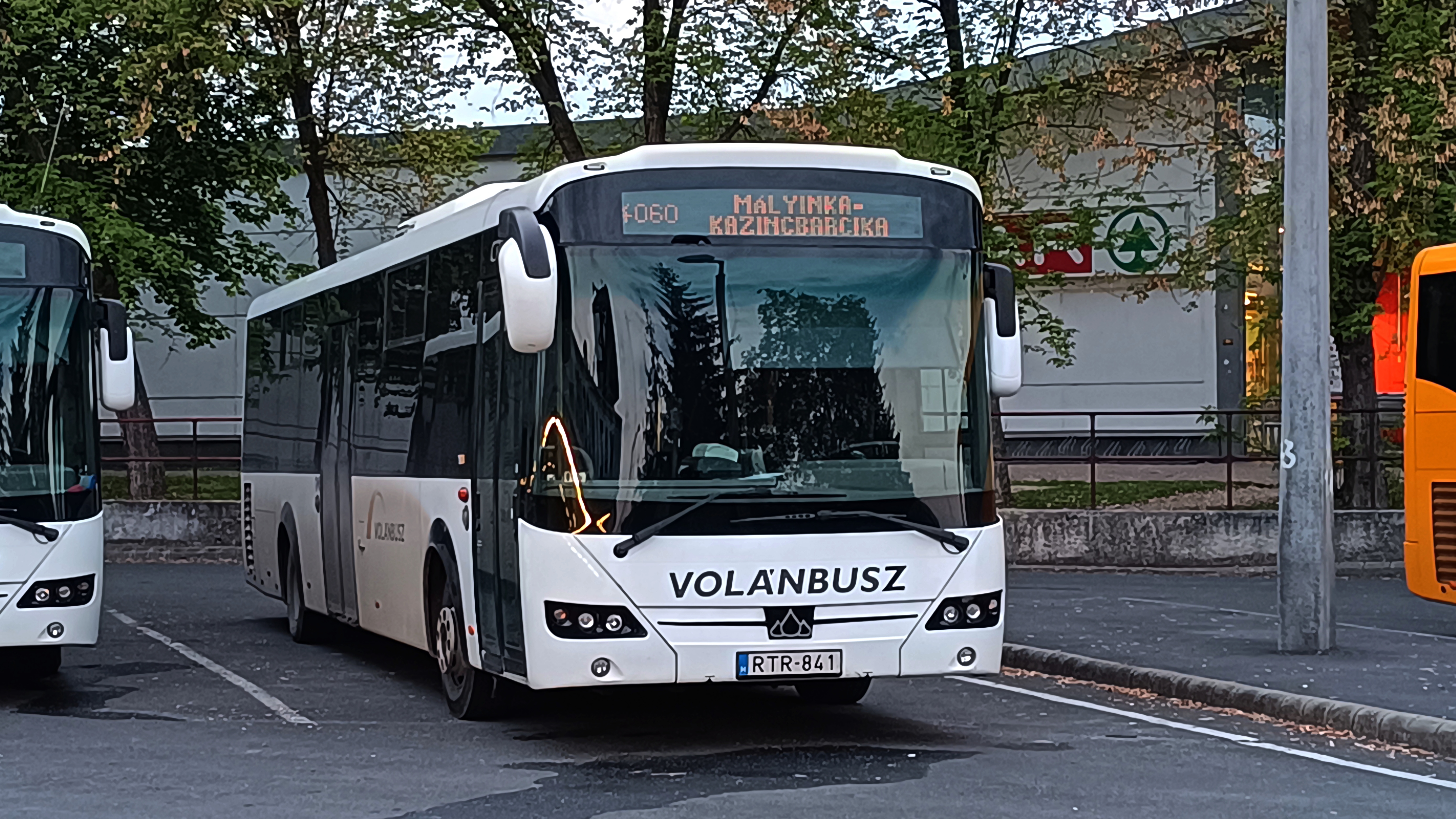
Pihenőidejét tölti Kazincbarcikán

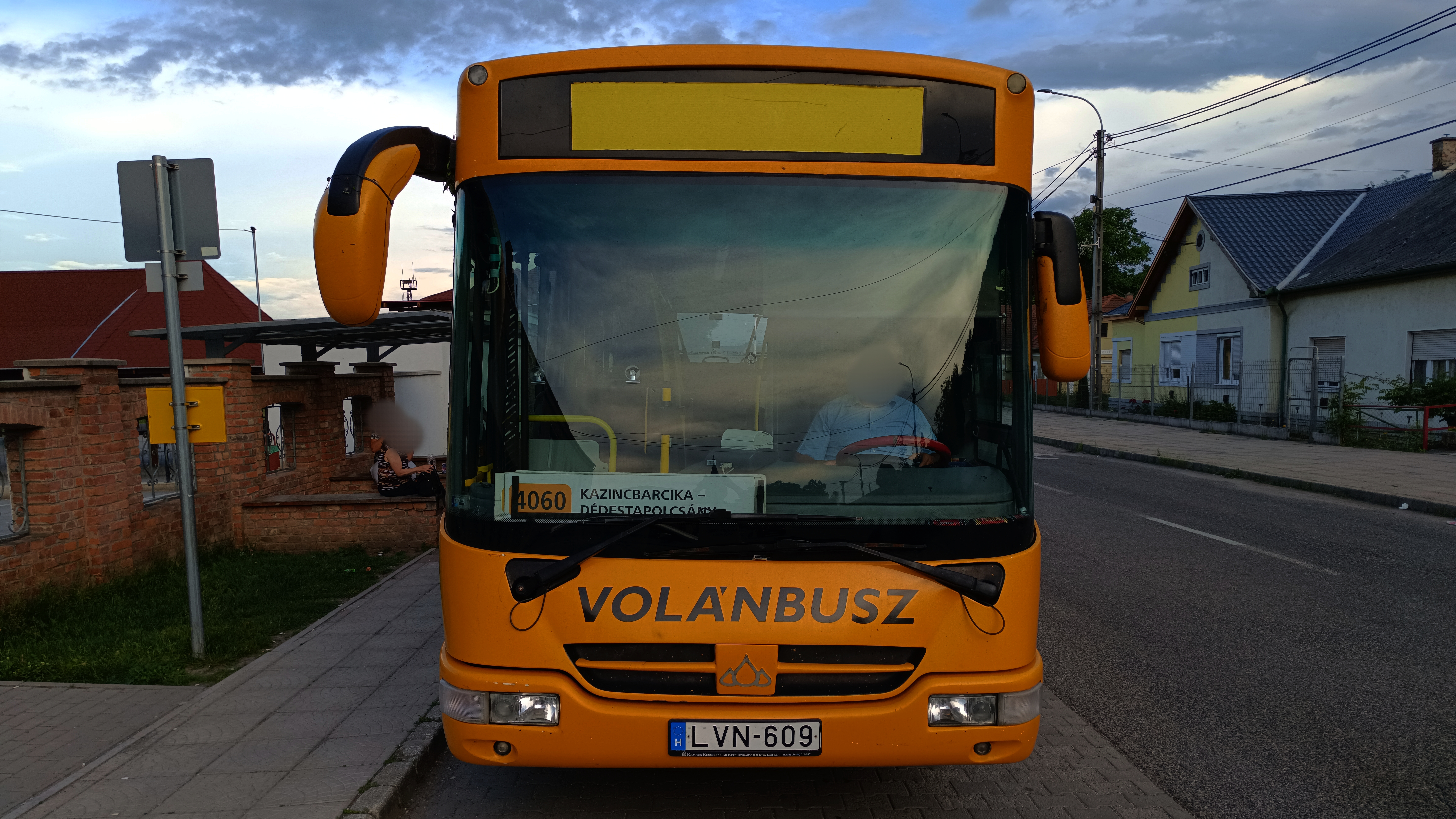
Csúcsidőben Dédestapolcsányig közlekedő járat is indul

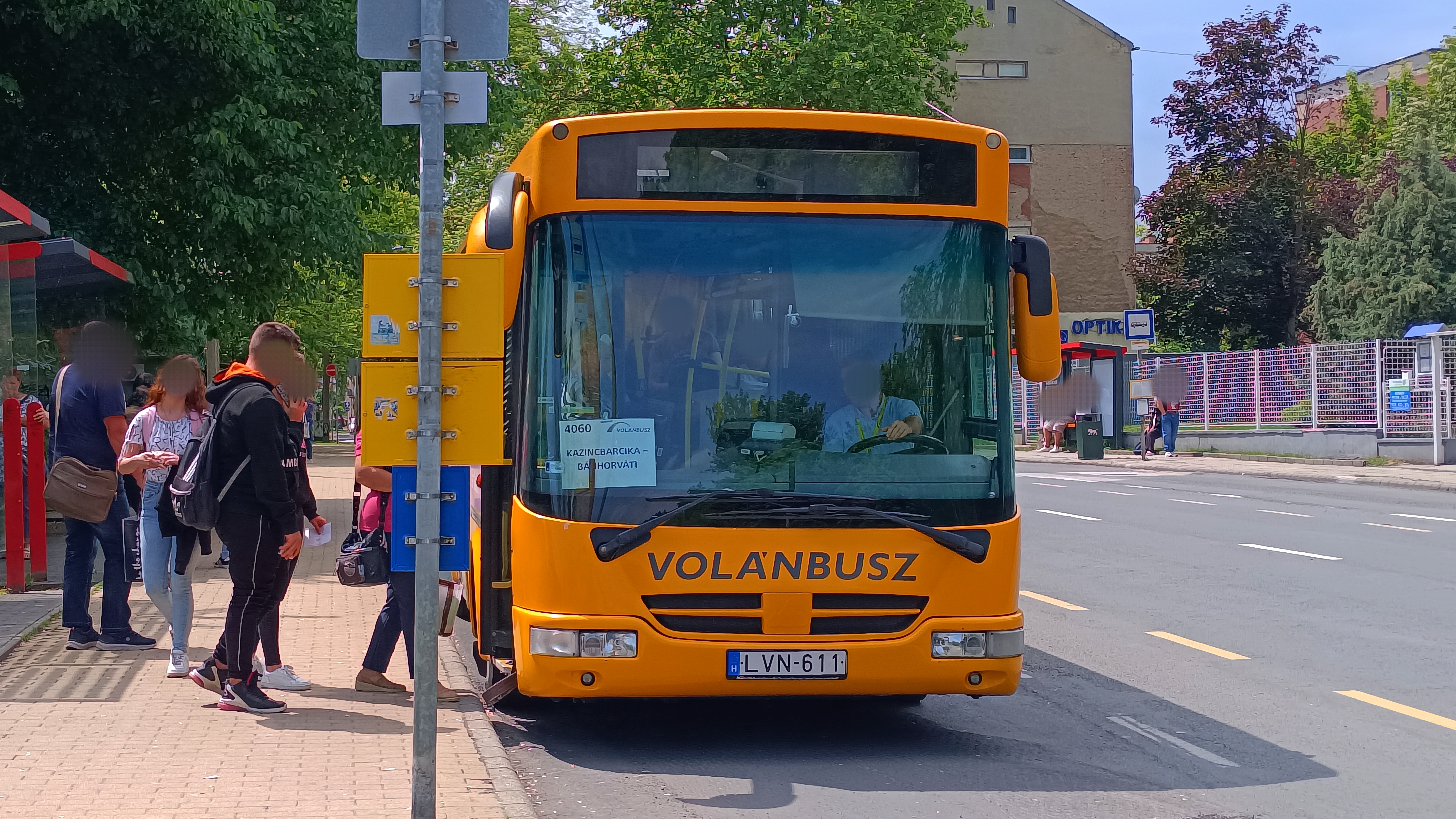
Egy hétköznapi járatpár Bánhorvátiig juttatta el a délután ingázókat. Ez ma már nem közlekedik

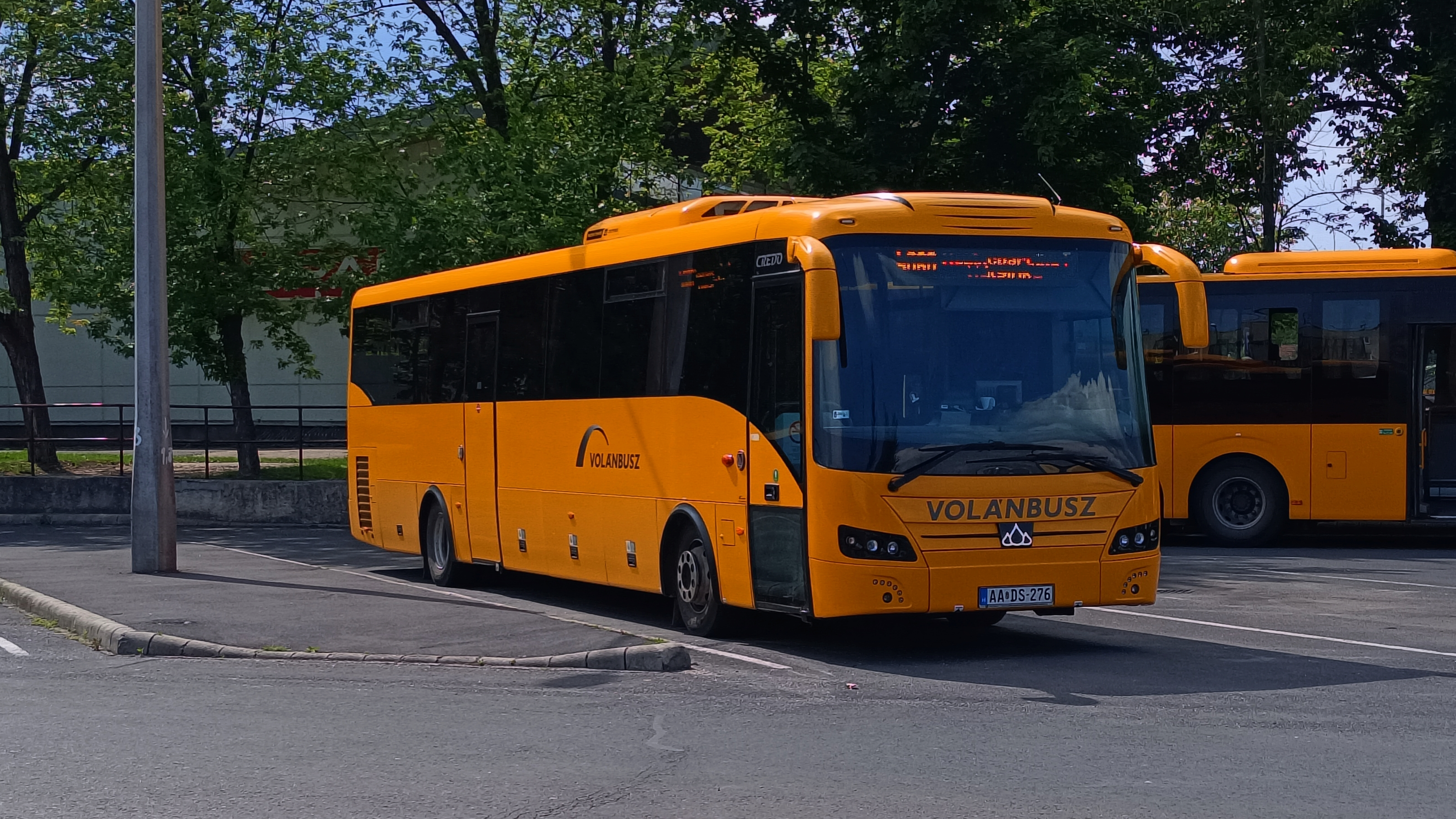
Olykor Inovell is megfordul a vonalon

## Közlekedése
Indításai minden nap történnek, sűrű jelleggel. A buszvonal minden pontját feltárják más buszvonalak is, más tájakról, legfőképp Ózd felől Csernelyen, Lénárddarócon és Nekézsenyen át.

### Mályinka kapcsolata
- Kazincbarcika–Bánhorváti–Dédestapolcsány–Mályinka útvonalon autóbusszal 4 másik vonallal (4058, 4059, 4061, 4153) biztosított.

### Törzsjárművei
Kazincbarcika és Mályinka között kizárólag szóló autóbuszok közlekednek. Jelenleg Credo Econell 12 járművek uralják az erre közlekedő járműpalettát.
- az NML-994 rendszámú Irisbus Crossway,
- az NRL-950 rendszámú Mercedes-Benz Intouro,
- az NZM-443 rendszámú Credo Econell 12,
- a PIG-491 rendszámú Credo Econell 12,
- az RTR-839 rendszámú Credo Econell 12,
- az RTR-841 rendszámú Credo Econell 12,
- az SSM-524 rendszámú Credo Econell 12,
- az SSM-525 rendszámú Credo Econell 12,
- az SSM-527 rendszámú Credo Econell 12,
- az SSM-528 rendszámú Credo Econell 12,
- az AA DS-276 rendszámú Credo Inovell 12 autóbuszok.

### Csatlakozást biztosít
- Kazincbarcika, kórház megállóhelyen – Miskolc felé/felől autóbuszra (3765).

| Viszonylat                                                  | Indításszám     | Közlekedési rend          |
| ----------------------------------------------------------- | --------------- | ------------------------- |
| Kazincbarcika, aut. áll. – Dédestapolcsány, mályinkai elág. | 2 oda, 1 vissza | tanítási napokon          |
| Kazincbarcika, aut. áll. – Dédestapolcsány, mályinkai elág. | 1 vissza        | tanszünetben munkanapokon |
| Kazincbarcika, aut. áll. – Tardona, italbolt                | 1 oda           | munkanapokon              |
| Kazincbarcika, aut. áll. – Tardona, italbolt                | 1 vissza        | munkaszüneti napokon      |
| Kazincbarcika, aut. áll. – Mályinka, tűzoltószertár         | 9 oda, 7 vissza | munkanapokon              |
| Kazincbarcika, aut. áll. – Mályinka, tűzoltószertár         | 7 oda, 6 vissza | szabadnapokon             |
| Kazincbarcika, aut. áll. – Mályinka, tűzoltószertár         | 4 pár           | munkaszüneti napokon      |
| Dédestapolcsány, mályinkai elág. – Tardona, italbolt        | 1 pár           | munkanapokon              |
| Mályinka, tűzoltószertár ➝ Kazincbarcika, Herbolya Tervtáró | 1 oda           | munkanapokon              |

## Megállóhelyei
| Munkanapokon 1 járat által érintett.                                                                            |                                                          |         | |
| ∫ | Kazincbarcika, Herbolya Tervtáró végállomás              | ∫       | 4B 3765, 3767, 4052, 4069 |
| ∫ | Kazincbarcika (Herbolya), erdészház                      | ∫       | 4B 3765, 3766, 3767, 4052, 4069 |
| ∫ | Kazincbarcika (Herbolya), kultúrház bejárati út          | ∫       | 4B 3765, 3766, 3767, 4052, 4069 |
| ∫ | Kazincbarcika, Gábor Áron utca                           | ∫       | 4B 3765, 3766, 3767, 4052, 4069 |
| ∫ | Kazincbarcika, Vécsetal-tanya                            | ∫       | 4B 3765, 3767, 4052, 4069 |
| ∫ | Kazincbarcika, Tardonai út 1.                            | ∫       | 3765, 3767, 4052, 4069 |
| ∫ | Kazincbarcika, ÉRV irodaház                              | ∫       | 9 3765, 3767, 4052, 4069 |
| 0 | Kazincbarcika, autóbusz-állomás végállomás               | 0.0 km  | 3, 9 1054 3408, 3756, 3763, 3764, 3765, 3766, 3767, 3770, 3772, 3773, 4040, 4041, 4043, 4046, 4047, 4048, 4050, 4052, 4057, 4059, 4065, 4066, 4069, 4070, 4075, 4080, 4082, 4083, 4084, 4154 |
| 1 | Kazincbarcika, Ifjúmunkás tér                            | 0.8 km  | 3 3408, 3756, 3763, 3764, 3765, 3770, 3772, 3773, 4040, 4041, 4043, 4044, 4047, 4048, 4050, 4052, 4057, 4059, 4065, 4066, 4069, 4070, 4075, 4080, 4082, 4083, 4084, 4153                     |
| 2 | Kazincbarcika, kórház                                    | 1.2 km  | 3 1054 3408, 3756, 3763, 3764, 3765, 3770, 3772, 3773, 4040, 4041, 4043, 4044, 4047, 4048, 4050, 4052, 4057, 4059, 4065, 4066, 4069, 4070, 4075, 4080, 4082, 4083, 4084, 4153                |
| 3 | Kazincbarcika, alsóvárosi iskola                         | 1.9 km  | 3408, 3770, 3773, 4057, 4059, 4063, 4065, 4066, 4067, 4069, 4153 |
| 4 | Kazincbarcika, ÉRV II. telep                             | 3.0 km  | 1384 3770, 3773, 4057, 4058, 4059, 4061, 4062, 4063, 4065, 4066, 4067, 4069, 4153, 4194 |
| 5 | Csukástói tanya                                          | 3.8 km  | 3773, 4057, 4058, 4059, 4061, 4062, 4063, 4065, 4066, 4067, 4069, 4153, 4194 |
| 6 | Sajókaza vasútállomás, bejárati út                       | 5.3 km  | 1054, 1369, 1384, 1410, 1411 3408, 3770, 3773, 4057, 4058, 4059, 4061, 4062, 4063, 4065, 4066, 4067, 4069, 4153, 4194 személyvonat – Sajókaza (92)                                           |
| Szabadnapokon 2 járat által érintett.                                                                           |                                                          |         | |
| ∫ | Sajókaza, községháza                                     | ∫       | 4057, 4059, 4061, 4065, 4066, 4067, 4069 |
| Hétvégén 3 járat által érintett.                                                                                |                                                          |         | |
| ∫ | Sajókaza, emlékmű                                        | ∫       | 4057, 4059, 4061, 4065, 4066, 4067, 4069 |
| ∫ | Sajókaza, iskola                                         | ∫       | 4057, 4059, 4061, 4066, 4067, 4069 |
| ∫ | Sajókaza, malom                                          | ∫       | 4057, 4059, 4061, 4066, 4067, 4069 |
| ∫ | Sajókaza, Sólyombánya autóbusz-forduló                   | ∫       | 4057, 4059, 4061, 4066, 4067, 4069 |
| ∫ | Sajókaza, malom                                          | ∫       | 4057, 4059, 4061, 4066, 4067, 4069 |
| ∫ | Sajókaza, iskola                                         | ∫       | 4057, 4059, 4061, 4066, 4067, 4069 |
| ∫ | Sajókaza, emlékmű                                        | ∫       | 4057, 4059, 4061, 4065, 4066, 4067, 4069 |
| ∫ | Sajókaza, községháza                                     | ∫       | 4057, 4059, 4061, 4065, 4066, 4067, 4069 |
| 7 | Vadna, községháza                                        | 7.2 km  | 1054, 1369, 1384, 1410, 1411 3408, 3770, 3773, 4057, 4058, 4059, 4061, 4062, 4063, 4065, 4066, 4067, 4153, 4194                                                                              |
| 8 | Sajómenti Vízművek 3/1. telep                            | 8.7 km  | 4058, 4059, 4061, 4153 |
| 9 | Nagybarca, tanbánya                                      | 9.5 km  | 3408, 4058, 4059, 4061, 4153 |
| 10 | Nagybarca, autóbusz-váróterem                            | 10.9 km | 1054 3408, 4058, 4059, 4061, 4153 |
| 11 | Nagybarca, BSH telep                                     | 11.5 km | 3408, 4058, 4059, 4061, 4153 |
| 12 | Bánhorváti, Bánfalva                                     | 12.7 km | 3408, 4058, 4059, 4061, 4153 |
| 13 | Bánhorváti, autóbusz-váróterem                           | 13.6 km | 1054 3408, 4058, 4059, 4061, 4153 |
| 14 | Bánhorváti, híd                                          | 14.2 km | 1054 3408, 4058, 4059, 4061, 4153 |
| 15 | Lázbérci-víztározó, bejárati út                          | 16.1 km | 3408, 4058, 4059, 4061, 4153 |
| Tanítási napokon 6; tanszünetben munkanapokon 4 járat által érintett.                                           |                                                          |         | |
| ∫ | Lázbérci-víztározó, autóbusz-forduló                     | ∫       | |
| 15 | Lázbérci-víztározó, bejárati út                          | 16.1 km | 3408, 4058, 4059, 4061, 4153 |
| 16 | Dédestapolcsány, Gagarin utca                            | 20.3 km | 1054 3408, 4058, 4059, 4061, 4153 |
| Tanítási napokon 11; tanszünetben munkanapokon 9; szabadnapokon 4; munkaszüneti napokon 1 járat által érintett. |                                                          |         | |
| ∫ | Dédestapolcsány, Tó utcai forduló                        | ∫       | 3408, 4059, 4061, 4153, 4154, 4160, 4161, 4194 |
| 17 | Dédestapolcsány, élelmiszerbolt                          | 21.0 km | 3408, 4058, 4059, 4061, 4153, 4154, 4160, 4161, 4194 |
| 18 | Dédestapolcsány, italbolt                                | 21.7 km | 1054 3408, 4058, 4059, 4061, 4153, 4154, 4160, 4161, 4194 |
| 19 | Dédestapolcsány, mályinkai elágazás vonalközi végállomás | 22.4 km | 4058, 4059, 4061, 4153, 4154, 4160, 4161, 4194 |
| ∫ | Tardona, italbolt vonalközi végállomás                   | ∫       | 4052, 4154 |
| 20 | Mályinka, alsó                                           | 24.0 km | 4058, 4059, 4061, 4153, 4160, 4161, 4194 |
| 21 | Mályinka, emlékmű                                        | 24.3 km | 4058, 4059, 4061, 4153, 4160, 4161, 4194 |
| 22 | Mályinka, tűzoltószertár végállomás                      | 25.0 km | 4058, 4059, 4061, 4153, 4160, 4161, 4194 |